# ジャック・クール

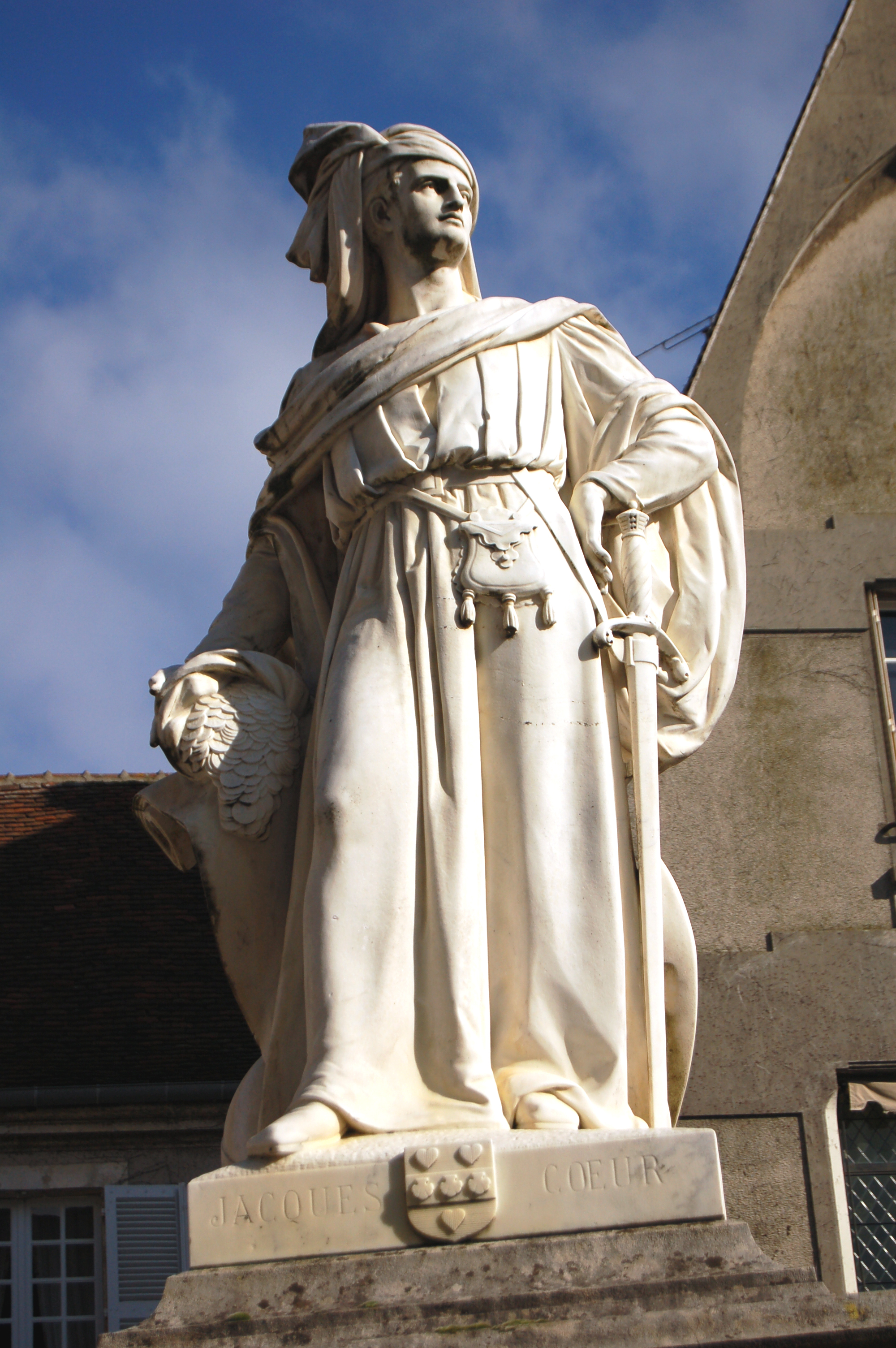
ジャック・クールの銅像

ジャック・クール（Jacques Cœur、1395年 - 1456年11月25日）は、百年戦争期の中世フランスの商人、貴族。
国王会計方として、フランスを代表する資本家として名を馳せたが、シャルル7世の愛妾アニェス・ソレルの殺人罪や公金横領罪などの罪に問われ有罪となり、その全てを失った。ヨーロッパにおいて資本主義が確立する4世紀以上も前の、最初の資本家としてその名が知られる。

## 生涯

### 出生
ジャック・クールは1395年、フランス中部のリンブルク兄弟の『ベリー公のいとも豪華なる時祷書』の舞台として知られ、兄弟のパトロンであるベリー公ジャン1世のお膝元である町ブールジュで生まれた。クール家は毛皮商人として当時町の有数の資産家として数えられていた名家で、父ピエール・クールはベリー公の毛皮を扱う御用商人で、兄はサン＝テチエンヌ大聖堂の参事会員、姉はシャルル6世の秘書に嫁ぎ、母方の祖父が造幣所長として働くなどしていたという。
幼少期の教育状況に関しての資料は残っていないが、父の店の手伝いから始まり、貨幣鋳造や金銀細工などの家業を継ぐため、数年単位の年季奉公に出ていたと考えられている。兄弟が聖職者になったためクールも高い教育を受けていたと推測され、神学を学んで下級聖職者となり、1420年にブールジュ市長の娘と結婚した（下級聖職者は結婚可能）。
クールがどの時期から特権的野心を抱くようになったのか定かでは無いが、貨幣鋳造業などは一代限りの貴族の称号が与えられる栄誉職であり、取得していた下級聖職位には数々の特権が与えられていた。後にそれらの利点を生かした交友関係を広げていることなどから、かなり若い段階で自身の人生設計に関する強い意識を持っていたとされている。

### 宮廷へ出仕
1427年、ブールジュ王立貨幣鋳造所（王立造幣局）を入札し貨幣鋳造業に就いたクールは、2年後の1429年には硬貨の質を落として改鋳するという悪事に手を染め、かなりの財産を築く。この件に関し一時は罪に問われることとなるが、当時絶大な人気を誇ったオルレアン包囲戦勝利の立役者ジャンヌ・ダルクが率いるオルレアン解放軍の使用した貨幣を製造していたことなどから酌量の余地が与えられ、同年にシャルル7世の赦免状を獲得、わずかな罰金刑だけで済み造幣局の仕事も続けられた。1432年に地中海のレバント貿易に参入し、モンペリエを港湾都市に改造して港の建設工事の費用を工面した。
貨幣鋳造の仕事に携わる形でシャルル7世直々に宮廷御用商人に任命され、宮廷内のあらゆる物資の納入を任されるようになった。1436年にパリ造幣局の所長に任命、1439年には国王会計方（大蔵卿、銀器管理官とも）を命じられたことがその表れで、会計方は現在の大蔵大臣とは異なり王家の執事のような役割で、王家の支出管理と衣装・食糧・装飾品・家具など宮廷の必要物資を調達することが仕事だった。クールは国王へ無償の資金援助を行う傍ら、見返りとして得た様々な特権を用い、自身の事業を拡大していった。一方、百年戦争でフランスと敵対していたイングランドとの貨幣競争にも介入、イングランド貨幣を駆逐して経済におけるフランス貨幣の信用回復に貢献した。

### 商業販路の拡大と出世
宮廷への品物は自分の店から仕入れ、フランドルのブルッヘ、北フランスのラ・ロシェル、シェルブール、サン・マロ、南フランスのモンペリエ、マルセイユまでフランス全土に広がる支店・倉庫・通信ネットワークを駆使してイタリア・ドイツ・スペイン商人たちと取引を重ねた。そうして手に入れた品物を王家や諸侯に売り込んで大いに儲けたほか、1440年にラングドックの収税管理のため派遣された際、モンペリエを商業拠点に置いた関係で縁が深いラングドック都市代表者と税率交渉を行い、税を低額に抑えた謝礼をモンペリエから受け取り（以後1445年まで年金250エキュを受け取る）、シャルル7世からの信頼も獲得して利益と信用を抜け目なく手に入れた。出世も進み同年（または1442年）に貴族身分に列せられ、1442年から国王顧問官、1447年にラングドックの塩税査察官に任命された。交渉能力の高さを買われ国王の外交使節にも任命され、エジプトやローマへ派遣され、対立教皇フェリクス5世の退位にも功績があった。シャルル7世の愛妾アニェス・ソレルからも信頼され遺言執行者の1人に選ばれた。
また、1432年の貿易調査をきっかけに貿易へ向けた計画に乗り出し、モンペリエの港の建設と船団調達、シャルル7世やローマ教皇エウゲニウス4世から船員徴発や異教徒との交易許可など貿易特権を取り付け、教皇の同意を得てロドス島の聖ヨハネ騎士団・ヴェネツィア共和国とエジプトのマムルーク朝との間を調停、自身の地中海進出をやりやすくした。こうして交易路を確保したクールは買い取った4隻のガレー船でレバント貿易へ参入、輸入品にはフランドルの毛織物、リヨンの絹織物、エジプトのマムルーク朝スルタンへ送る武器・甲冑などを運び、輸入品に絹・香辛料・宝石・染料・砂糖・中国の陶磁器などをヨーロッパへ持ち帰って莫大な利益を上げた。鉱山経営にも乗り出し、レバント貿易で生じた銀不足を補うため、リヨン郊外のパンプーイ銀山の再開発を手掛けたが、こちらは排水用坑道の開削が遅々として進まず、インフラ整備の段階で中断した。
鉱山経営は上手くいかなかったが、フランスの他の鉱山や城や荘園、フィレンツェの絹織物製造に投資したり、ブールジュなどに武器工場を設立したり、レバントへの輸出用とフランスの軍装に利用して利益を上げた。王だけでなくほとんどの宮廷貴族もクールの顧客であり、クールに借金で抑えられる関係が出来上がっていた。そうした王侯貴族にアンジュー公ルネ・ダンジューとデュノワ伯ジャン・ド・デュノワがおり、前者は1447年にマルセイユにあるクールの館を訪問したことがあり、後者の年金支払いをクールが肩代わりした。クールの財力の凄まじさは詩人フランソワ・ヴィヨンが詩で表現しているが、デュノワ伯の年金支払いにクールが管理するラングドックからの収入の一部が回される、銀算出が少ないパンプーイ銀山の代わりに各地からアヴィニョンへ集めた銀貨を発行、低品位の偽金が含まれている一部の銀貨をレバント貿易支払いに充てるなど、支払い代行手続きに問題が見られ、それらが積み重なり国庫全体の収支が不明瞭になる恐れが生じ、公金横領の非難が多く寄せられ失脚の元になった。

### 没落
自身の才覚の赴くまま事業を拡大し、莫大な富を得たクールであったが、その出世と成功の裏に数多の反感を買うこととなった。1449年から1450年にかけて敢行されたノルマンディー征服の軍資金10万エキュ（または20万エキュ）をシャルル7世に提供したが、1450年2月9日のアニェス・ソレルの死を契機として、宮廷における理解者だったピエール・ド・ブレゼの失脚もありクールの運命は暗転、1451年7月31日にクールは逮捕され、裁判にかけられる。この一連の動きを働きかけたジャン・ド・レヴィ、ギヨーム・グフィエなどは、自身の先祖が代々受け継いでいた土地をクールに買い取られた者たちであった。
罪状はアニェス毒殺容疑による殺人罪の他貨幣改鋳、異教徒への武器の納入、アラブ諸国への貴金属の輸出など十数項目に及び、判決までに2年を要した。このうち毒殺容疑は無実が証明されたが、シャルル7世の命令で始まった捜査は進み、1452年6月に反逆罪および王の名誉と権威を汚した罪で告発された。クールも様々な手を用いて身の潔白を証明しようとしたが、結局1453年5月29日、大法官ギヨーム・ジュヴネル・デ・ズルサンによって公金横領・通貨偽造・貴金属の不正輸出・不敬罪で有罪判決が言い渡され、財産没収の上で禁固刑に処された。罰金40万エキュを支払い終わるまで収監されること、他の財産は没収、支払い終了後は追放されることが決まった判決を受け入れたクールは6月6日に収監された。
財産の調査はパリ高等法院検事ジャン・ドヴェが手掛け、クールの身柄はポワティエの牢獄へ幽閉されたが、1454年10月に脱走、フランスや外国に張り巡らされた支店網や使用人達の手引きでドヴェの捜査網をかいくぐった末、1455年3月16日にローマに到着して教皇ニコラウス5世に迎えられた。こうして亡命に成功したクールは、レバント貿易を通じた教皇との関係や異教徒との交流経験を買われ、次の教皇カリストゥス3世にも重用された。一方、クールの財産はドヴェの捜査を出し抜いた使用人たちによって巧妙に隠され、ドヴェは何も明らかに出来なかった。こうした状況を目の当たりにしたシャルル7世はジャン・ド・ヴィラージュなどクールの後継者達に交易特権を与え、彼が残した商売とネットワークを存続させざるを得なかった。
1455年9月8日に教皇が呼びかけたオスマン帝国への十字軍に応じ、健在だったフランスの商業ネットワークを駆使して人員とガレー船をかき集め、教皇がロドス島救援のために編成していた十字軍の総司令官として、1456年6月11日にガレー船に乗り込みオスティアから出航した。しかしこの十字軍はオスマン帝国と戦うことはなく島々を回る地味な活動となり、そうした最中の11月25日、遠征途中のキオス島で死亡した。遺体はフランシスコ会の教会に埋葬されたといわれ、息子アンリはクールの遺体を故郷へ連れ戻すべく教皇に願い出たことが確認されているが、その後遺体の行方がどうなったか定かでない。
クールはヨーロッパにおける資本家として名を馳せたが、シャルル7世との関係は事業と利権拡大を狙う商人と財産を必要とする国王の典型的な相互依存関係であり、特権的な商業が国家と結びつき、その庇護で産業を独占支配する重商主義の先駆とも見做される。こうした商人はイタリアではメディチ家が、ドイツではフッガー家が挙げられるが、クールの台頭は15世紀前半の一時的なフランス国家の衰退に見られた現象で、彼がいなくなった後のフランスは中央集権的な国家財政が確立したことで、国家と結託する大商人は現れなくなる。